# Nemenzo
Nemenzo (llamada oficialmente Santa Cristina de Nemenzo) es una parroquia española del municipio de Santiago de Compostela, en la provincia de La Coruña, Galicia.

## Entidades de población
Entidades de población que forman parte de la parroquia:
- A Pedra
- Barreiro[4] (O Barreiro)
- Chorente
- Mallos[5] (Os Mallos)
- Muíños[6] (Os Muíños)
- Nemenzo de Abaixo
- Nemenzo de Arriba
- Paradelas de Abaixo[7] (As Paradelas de Abaixo)
- Paradelas de Arriba[8] (As Paradelas de Arriba)
- Vilariño.[9] En el INE aparece como Vilariño de Nemenzo.

## Demografía
| Gráfica de evolución demográfica de Nemenzo entre 2000 y 2019 |
|                                                               |
| Datos según el nomenclátor publicado por el INE.              |